# 拉尼 (普斯托梅特區)
49°37′14″N 23°52′2″E / 49.62056°N 23.86722°E

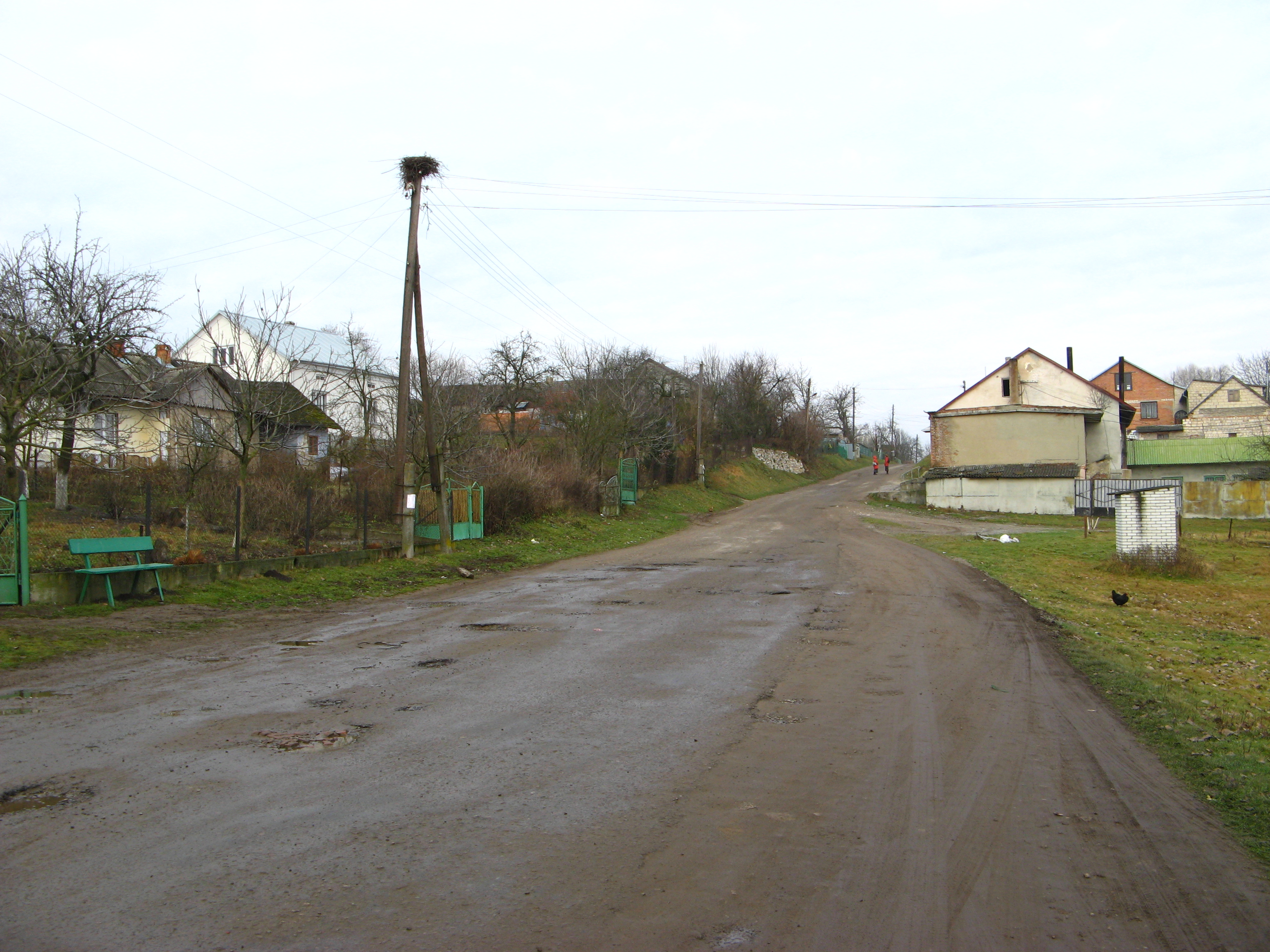

拉尼（烏克蘭語：Лани），是烏克蘭西部的村莊，隸屬利維夫州的利維夫區。該村面積2.44平方公里，海拔高度272米，2018年人口1,004，人口密度每平方公里413.11人。